# Appunti per un avvocato
Appunti per un avvocato (Mémoire pour un avocat) è un breve romanzo dello scrittore francese Octave Mirbeau, pubblicato in Le Journal, dal 30 settembre al 18 novembre 1894. Dopo la morte dello scrittore, è stato raccolto in La Pipe de cidre (1919) (La botte di sidro). La traduzione italiana è stata inserita nel 1920 in La botte di sidro.

## Schiavitù coniugale
Appunti per un avvocato è la storia di una schiavitù coniugale, scritta in un momento in cui Octave Mirbeau attraversava una grave crisi esistenziale, letteraria e domestica. A quell'epoca, aveva l'impressione penosa di sprecare la sua vita ed il suo talento a fianco di sua moglie, l'ex attrice Alice Regnault, che si è rivelata totalmente incapace di capirlo. Come il suo personaggio, il romanziere è stato incapace di rompere il legame matrimoniale. Allora si vendica colla penna: la confessione del suo personaggio, valvola di sfogo, è, per lui, come una terapia.
Il narratore del racconto – in forma di una lettera al suo avvocato – si è ammogliato per amore. Ma rapidamente ha perso le sue illusioni e ha cominciato ad odiare sua moglie. Diventato il suo schiavo, umiliato e frustrato, non riesce a scuotere il suo giogo e la sua unica consolazione è quella di disprezzarla.
Attraverso la sua confessione indiretta, Mirbeau esprime il profondo pessimismo che gli ispirano la società e la natura umana. Egli denuncia il mito pericoloso dell'amore, che, in realtà, è una fonte di cecità, di desillusioni crudeli e di sofferenze, ed anche il matrimonio borghese, monogamico e contro natura, dove gli individui vengono sacrificati sull'altare della trasmissione del patrimonio.